# عروس شاهزاده (فیلم)
عروس شاهزاده (انگلیسی: The Princess Bride) فیلمی در ژانر کمدی رمانتیک، رمانتیک، و فانتزی به کارگردانی راب رینر است که در سال ۱۹۸۷ منتشر شد.

## بازیگران
- کری الویس
- رابین رایت
- مندی پتینکین
- آندری جیانت
- کریس ساراندون
- کریستوفر گست
- والاس شاون
- فرد سویج
- پیتر فالک
- بیلی کریستال
- کارول کین
- مل اسمیت
- پیتر کوک
- مارجری میسن

## دوبله فارسی
این فیلم با نام عشق واقعی و با مدیریت دوبلاژ محمود قنبری به فارسی دوبله شده است.
گوینده تیتراژ و پدر بزرگ (راوی داستان)/ پیتر فالک: محمود قنبری
پرنسس آلاله/ رابین رایت: مریم شیرزاد
وسلی/ کری الوس: منوچهر والی زاده